# Revolta de Nanchang
A Revolta de Nanchang (em chinês simplificado: 南昌 起义, chinês tradicional: 南昌 起义, pinyin: Nanchang Qǐyì), 1 de agosto de 1927 foi o primeiro choque significativo entre o Kuomintang e o Partido Comunista da China durante a Guerra Civil Chinesa.

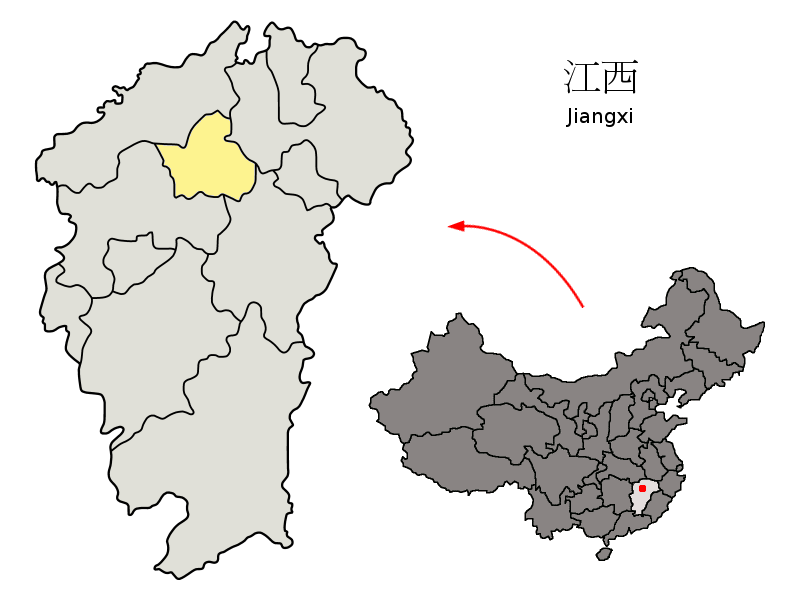
Localização de Nanchang na China

O Kuomintang (KMT, ou Partido Nacionalista) estabeleceu um "Comitê Revolucionário" em Nanchang para planear a faísca que era esperada para acender um amplo levante camponês. Deng Yanda, Song Qingling  (Soong Ching-ling, Madame Sun Yat-sen) e Zhang Fakui (que mais tarde esmagou o levante) estavam entre os líderes políticos.
Forças militares em Nanchang se rebelaram sob a liderança de He Long e Zhou Enlai, numa tentativa de ganhar o controle da cidade uma vez terminada a primeira aliança entre o Kuomintang e os comunistas. Outros líderes importantes são Zhu De, Ye Ting e Liu Bocheng.
Forças comunistas ocuparam Nanchang e escaparam do cerco imposto pelas tropas do Kuomintang, em 5 de agosto, recuando para as montanhas de Jinggang em Jiangxi. Em 1 de agosto, será recordado posteriormente como o aniversário da fundação de Exército Popular de Libertação. É considerado o primeiro confronto dos comunistas com o Kuomintang.